# تپه طلا شور قدبرا
تپه طلا شور قدبرا مربوط به دوران‌های تاریخی پس از اسلام است و در شهرستان الیگودرز، بخش مرکزی، دهستان پاچه لک شرقی، روستای قدبرا، ۳ کیلومتری جاده کمربندی الیگودرز به ازنا واقع شده و این اثر در تاریخ ۶ اسفند ۱۳۸۵ با شمارهٔ ثبت ۱۷۶۰۸ به‌عنوان یکی از آثار ملی ایران به ثبت رسیده است.